# World Conference on Women, 1975
World Conference on Women, 1975 var en internationell konferens som ägde rum i Mexico City i Mexiko i juni 1975. Konferensen var den första internationella konferens som arrangerades av FN med det exklusiva syftet att diskutera kvinnors rättigheter. Den efterträddes av World Conference on Women, 1980.